# クレブシエラ・ニューモニエ
クレブシエラ・ニューモニエ（Klebsiella pneumoniae）とは、グラム陰性の桿菌で、日本では肺炎桿菌とも呼ばれる。口腔や腸管における常在菌で、環境中からも検出される。しばしば呼吸器感染症、尿路感染症などを引き起こす。弱毒菌であるが、菌交代現象を起こし、感染症を引き起こし問題となる。
学名は属名がドイツの細菌学者Edwin Klebsへの献名で、種形容語がギリシア語で肺炎を意味するΠνευμονία(Pneumonia)に由来する。ラテン語風にクレブシエラ・プネウモニアエとも呼ぶ。
クレブシエラ属の基準種に指定されている。
大葉性肺炎の病態を取ることが多く、また胸部X線写真上では緊満性病変による葉間胸膜圧迫像（bulging sign）を形成することがある。治療には、第二・三世代セフェム系抗生物質やニューキノロン系抗菌剤が用いられる。